# Женска фудбалска репрезентација Фарских Острва
Женска фудбалска репрезентација Фарских Острва (ферј−Føroyska kvinnulandsliðið í fótbólti) је национални фудбалски тим који представља Фарска Острва на међународним такмичењима и под контролом је Фудбалског савеза Фарских Острва (ферј−Fótbóltssamband Føroya), владајућег тела за фудбал на Фарским Острвима.
ФСФ је постао члан Међународне фудбалске федерације (ФИФА) 1988. године, а Уније европских фудбалских асоцијација (УЕФА) 1990. године. По броју становника остаје четврти најмањи члан УЕФА, која обухвата земље Европе. Женска репрезентација одиграла је своју прву међународну утакмицу, под покровитељством ФИФА, 1995. године и никада се није пласирала у финале ФИФА Светског првенства за жене или УЕФА првенства за жене. Учествовали су на Острвским играма 2001, 2003. и 2005. и освојили сва три турнира, као и наступили на издању Купа Алгарвеа 2010. године. На Фарским острвима тим је познат као „Женски национални тим”.

## Историја
ФСФ је основан 13. јануара 1979. године, а женска национална лига је почела да се игра 1985. године. Прве утакмице женске репрезентације Фарских острва одиграле су се у јуну 1986. и завршиле са два пораза оба од Исланда. Прва утакмица је играна на стадиону Копавогсволур где су доживеле пораз од 6 : 0, а друга утакмица је играна на стадиону Акранесволургде су доживеле пораз од 2 : 0. Ове утакмице су претходиле чланству Фарских Острва у ФИФА-и и УЕФА-и, али су наведене као пуноправни интернационалне утакмице и на ФИФАином сајту и на званичном сајту Фудбалског савеза Исланда (KSÍ).
Фарска Острва су се придружила ФИФА 2. јула 1988. а мушка репрезентација је одиграла своју прву званичну утакмицу — пораз од Исланда резултатом 1 : 0 — 24. августа 1988. Чланство у УЕФА је уследило 18. априла 1990. и мушка репрезентација Фарских Острва је касније те године ушла у своје прво велико међународно такмичење: квалификационе рунде за УЕФА Европско првенство у фудбалу 1992. године.

## Достигнућа
Ажурирано 27. јануар 2021
Подебљана имена активних играчица
| Поз | Име                  | Утакмица |
| --- | -------------------- | -------- |
| 1   | Хајди Севдал         | 57       |
| 2   | Олга Кристина Хансен | 56       |
| 3   | Ранва Андреасен      | 56       |
| 4   | Малена Јозефсен      | 41       |
| 5   | Ана Софија Севдал    | 41       |
| 6   | Ранди Вардум         | 38       |
| 7   | Ејдвер Клакстајн     | 36       |
| 8   | Лив Арге             | 32       |
| 9   | Фридрун Олсен        | 31       |
| 10  | Осла Јоханесен       | 27       |

| Rank | Player               | Goals |
| ---- | -------------------- | ----- |
| 1    | Ранва Андреасен      | 27    |
| 2    | Хајди Севдал         | 21    |
| 3    | Малена Јозефсен      | 10    |
| 4    | Олга Кристина Хансен | 5     |
| 4    | Миља Симонсен        | 5     |
| 6    | Ејдвер Клакстајн     | 4     |
| 7    | Вивијан Бјарталид    | 3     |
| 7    | Мона Брекман         | 3     |
| 9    | Идун Еквилстофт      | 2     |
| 9    | Лив Арге             | 2     |

Извор:

## Такмичарски рекорд

### Светско првенство за жене
| Светско првенство у фудбалу за жене − резултати | Светско првенство у фудбалу за жене − резултати | Светско првенство у фудбалу за жене − резултати | Светско првенство у фудбалу за жене − резултати | Светско првенство у фудбалу за жене − резултати | Светско првенство у фудбалу за жене − резултати | Светско првенство у фудбалу за жене − резултати | Светско првенство у фудбалу за жене − резултати | Светско првенство у фудбалу за жене − резултати |                  | Квалификациони резултати | Квалификациони резултати | Квалификациони резултати | Квалификациони резултати | Квалификациони резултати | Квалификациони резултати | Квалификациони резултати |
| Година                                          | Резултат                                        | Ута                                             | Поб                                             | Нер*                                            | Изг                                             | ГД                                              | ГП                                              | ГР                                              | Ута              | Поб                      | Нер*                     | Изг                      | ГД                       | ГП                       | ГР                       |                          |
| 1991 to 2011                                    | Нису учествовале                                | Нису учествовале                                | Нису учествовале                                | Нису учествовале                                | Нису учествовале                                | Нису учествовале                                | Нису учествовале                                | Нису учествовале                                | Нису учествовале | Нису учествовале         | Нису учествовале         | Нису учествовале         | Нису учествовале         | Нису учествовале         | Нису учествовале         |                          |
| 2015                                            | Нису се квалификовале                           | Нису се квалификовале                           | Нису се квалификовале                           | Нису се квалификовале                           | Нису се квалификовале                           | Нису се квалификовале                           | Нису се квалификовале                           | Нису се квалификовале                           | 13               | 2                        | 3                        | 8                        | 9                        | 45                       | −36                      |                          |
| 2019                                            | Нису се квалификовале                           | Нису се квалификовале                           | Нису се квалификовале                           | Нису се квалификовале                           | Нису се квалификовале                           | Нису се квалификовале                           | Нису се квалификовале                           | Нису се квалификовале                           | 11               | 3                        | 0                        | 8                        | 10                       | 56                       | −46                      |                          |
| 2023                                            | У току                                          | У току                                          | У току                                          | У току                                          | У току                                          | У току                                          | У току                                          | У току                                          | У току           | У току                   | У току                   | У току                   | У току                   | У току                   | У току                   |                          |
| Укупно                                          | —                                               | –                                               | –                                               | –                                               | –                                               | –                                               | –                                               | –                                               | 24               | 5                        | 3                        | 16                       | 19                       | 101                      | −82                      |                          |

*Жребови укључују утакмице где је одлука пала извођењем једанаестераца.

### Европско првенство у фудбалу за жене
| Европско првенство у фудбалу за жене − резултати | Европско првенство у фудбалу за жене − резултати | Европско првенство у фудбалу за жене − резултати | Европско првенство у фудбалу за жене − резултати | Европско првенство у фудбалу за жене − резултати | Европско првенство у фудбалу за жене − резултати | Европско првенство у фудбалу за жене − резултати | Европско првенство у фудбалу за жене − резултати | Европско првенство у фудбалу за жене − резултати |                  | Квалификациони резултати | Квалификациони резултати | Квалификациони резултати | Квалификациони резултати | Квалификациони резултати | Квалификациони резултати | Квалификациони резултати |
| Година                                           | Коло                                             | Ута                                              | Поб                                              | Нер*                                             | Изг                                              | ГД                                               | ГП                                               | ГР                                               | Ута              | Поб                      | Нер*                     | Изг                      | ГД                       | ГП                       | ГР                       |                          |
| 1984 до 1995                                     | Нису учествовале                                 | Нису учествовале                                 | Нису учествовале                                 | Нису учествовале                                 | Нису учествовале                                 | Нису учествовале                                 | Нису учествовале                                 | Нису учествовале                                 | Нису учествовале | Нису учествовале         | Нису учествовале         | Нису учествовале         | Нису учествовале         | Нису учествовале         | Нису учествовале         |                          |
| 1997                                             | Нису се квалификовале                            | Нису се квалификовале                            | Нису се квалификовале                            | Нису се квалификовале                            | Нису се квалификовале                            | Нису се квалификовале                            | Нису се квалификовале                            | Нису се квалификовале                            | 8                | 1                        | 0                        | 7                        | 3                        | 27                       | −24                      |                          |
| 2001                                             | Нису учествовале                                 | Нису учествовале                                 | Нису учествовале                                 | Нису учествовале                                 | Нису учествовале                                 | Нису учествовале                                 | Нису учествовале                                 | Нису учествовале                                 | Нису учествовале | Нису учествовале         | Нису учествовале         | Нису учествовале         | Нису учествовале         | Нису учествовале         | Нису учествовале         |                          |
| 2005                                             | Нису учествовале                                 | Нису учествовале                                 | Нису учествовале                                 | Нису учествовале                                 | Нису учествовале                                 | Нису учествовале                                 | Нису учествовале                                 | Нису учествовале                                 | Нису учествовале | Нису учествовале         | Нису учествовале         | Нису учествовале         | Нису учествовале         | Нису учествовале         | Нису учествовале         |                          |
| 2009                                             | Нису се квалификовале                            | Нису се квалификовале                            | Нису се квалификовале                            | Нису се квалификовале                            | Нису се квалификовале                            | Нису се квалификовале                            | Нису се квалификовале                            | Нису се квалификовале                            | 3                | 1                        | 0                        | 2                        | 8                        | 3                        | +5                       |                          |
| 2013                                             | Нису се квалификовале                            | Нису се квалификовале                            | Нису се квалификовале                            | Нису се квалификовале                            | Нису се квалификовале                            | Нису се квалификовале                            | Нису се квалификовале                            | Нису се квалификовале                            | 3                | 1                        | 0                        | 2                        | 2                        | 2                        | 0                        |                          |
| 2017                                             | Нису се квалификовале                            | Нису се квалификовале                            | Нису се квалификовале                            | Нису се квалификовале                            | Нису се квалификовале                            | Нису се квалификовале                            | Нису се квалификовале                            | Нису се квалификовале                            | 3                | 2                        | 0                        | 1                        | 12                       | 4                        | +8                       |                          |
| 2022                                             | Нису се квалификовале                            | Нису се квалификовале                            | Нису се квалификовале                            | Нису се квалификовале                            | Нису се квалификовале                            | Нису се квалификовале                            | Нису се квалификовале                            | Нису се квалификовале                            | 7                | 0                        | 0                        | 7                        | 1                        | 42                       | −41                      |                          |
| Укупно                                           | —                                                | –                                                | –                                                | –                                                | –                                                | –                                                | –                                                | –                                                | 24               | 5                        | 0                        | 19                       | 26                       | 78                       | −52                      |                          |

*Жребови укључују утакмице где је одлука пала извођењем једанаестераца.

### Исландске игре
| Исландске игре − резултати | Исландске игре − резултати | Исландске игре − резултати | Исландске игре − резултати | Исландске игре − резултати | Исландске игре − резултати | Исландске игре − резултати | Исландске игре − резултати |
| Година                     | Рез                        | Ута                        | Поб                        | Нер                        | Изг                        | ГД                         | ГП                         |
| -------------------------- | -------------------------- | -------------------------- | -------------------------- | -------------------------- | -------------------------- | -------------------------- | -------------------------- |
| 2001                       | Шампионке                  | 4                          | 4                          | 0                          | 0                          | 39                         | 4                          |
| 2003                       | Шампионке                  | 4                          | 4                          | 0                          | 0                          | 34                         | 2                          |
| 2005                       | Шампионке                  | 5                          | 5                          | 0                          | 0                          | 33                         | 2                          |
| 2007 до данас              | Нису учествовале           | Нису учествовале           | Нису учествовале           | Нису учествовале           | Нису учествовале           | Нису учествовале           | Нису учествовале           |
| Укупно                     | 3 титуле                   | 13                         | 13                         | 0                          | 0                          | 106                        | 8                          |